# Ледзено
Ледзѐно (на италиански: Lezzeno; на ломбардски: Lescen, Лешен) е село и община в Северна Италия, провинция Комо, регион Ломбардия. Разположено е на 202 m надморска височина, на югозападния бряг на езеро Лаго ди Комо. Населението на общината е 2065 души (към 2017 г.).